# Reľov
Reľov este o comună slovacă, aflată în districtul Kežmarok din regiunea Prešov. Localitatea se află la altitudinea de 714 m deasupra n.m., se întinde pe o suprafață de 14,98 km2 și în 2017 număra 349 de locuitori.

## Istoric
Localitatea Reľov este atestată documentar din 1314.

## Demografie
| An:                | 1994 | 2004   | 2014   | 2024   |
| ------------------ | ---- | ------ | ------ | ------ |
| Număr de persoane: | 343  | 359    | 365    | 337    |
| Diferență:         |      | +4,66% | +1,67% | −7,67% |

| An:                | 2023 | 2024   |
| ------------------ | ---- | ------ |
| Număr de persoane: | 339  | 337    |
| Diferență:         |      | −0,58% |